# Industrialiseringen i Danmark
Industrialiseringen i Danmark foregik over ca. 150 år fra midten af 1800-tallet til anden halvdel af 1900-tallet, der topper i perioden cirka 1850 til 1920. Kendetegnet ved denne periode er at virksomhederne begynder at bruge maskiner for at forøge produktiviteten og elektrificeringen breder sig også over Danmark.
Ved industri forstås anvendelsen af ”mekaniske” kraftkilder ved fremstillings- og forædlingsprocessen, og ved industrialisering forstås således overgangen til anvendelse af damp, gas, olie, elektricitet som kraftkilder. Rumligt indebar denne overgang, at fremstillings- og forædlingsvirksomhederne blev frigjort fra deres tidligere stedbinding til vand og vind og således kunne lægges, hvor man ønskede

## Tiden indtil 1855
Indtil midten af 1800-tallet var den næringsmæssige udvikling i landdistrikterne præget af henholdsvis husflids-, forlags- og fabriksvirksomhed. Forlagsvirksomheden, der bestod i, at vareforædlingen blev udført af landbefolkningen i de enkelte hjem, mens råvareforsyningen og afsætningen af færdigvarer blev styret af købstadskøbmænd, og som særlig fandtes indenfor klædefremstillingen, var særligt udbredt i Jylland og på Fyn. Denne virksomhed indebar imidlertid, at samtidige bestræbelser på at oprette en manufaktur i købstæderne næsten på forhånd var dømt til at mislykkes. Dels kunne de nye manufakturer – der blev opbygget med arbejdskraft bestående af fattige – ikke konkurrere hverken prismæssigt eller med hensyn til kvalitet med forlaget, dels indebar denne hjemmeindustri, at afsætningsmulighederne i landdistrikterne var så godt som fraværende. Denne husflids- og forlagsvirksomhed var ikke bydannende. Det var derimod – i større eller mindre omfang – den samtidige fabriksvirksomhed.
Indtil omkring 1855 skete der en fremvækst af fabrikssteder m.v., der udnyttede tilstedeværende råstoffer og/eller vandkraft: Lyngby, Usserød, Hellebæk, Frederiksværk, Fakse, Fensmark foruden en række steder i jyske ådale; ingen af disse steder synes dog at have haft større betydning for bynæringernes udøvelse. Dertil kom teglværker, der fandtes i stort tal spredt over det meste af kongeriget. Desuden fandtes et antal mindre fabriksvirksomheder, der fortrinsvis synes baseret på håndværksmæssig stordrift: fx jernstøberi og karosserifabrik ved Ruds Vedby, en limfabrik i Viemose, et kalkbrud ved Herfølge, et eddikebryggeri i Stokkemarke, høravlingsinstitut, garveri, jernfabrik, kalkbrænderi, teglværk, drejlsvæveri i Brahe-Trolleborg sogn m.fl. Af fabriksvirksomheder med tilknyttet bymæssig bebyggelse kan nævnes:
- Lyngby, der allerede ved begyndelsen af 1800-tallet var en betydelig bydannelse med flere møller, havde 890 indbyggere 1801, 1175 indbyggere i 1840, 1751 indbyggere 1860.[6]
- Hørsholm var i midten af 1800-tallet tingsted og havde bolig for birkedommeren, i byen lå en kaserne med tilhørende huseskadron, postkontor, apotek og læge, der lå fem fabrikker i byen (stivelsesfabrik, garveri og flere bryggerier) og blev afholdt markeder. Byen havde 501 indbyggere i 1801, 643 i 1840.[7]
- I det nærliggende Usserød lå en militær klædefabrik ved Usserød å, oprettet i 1791, udvidet 1793 og 1797; i 1855 med omkring 175 ansatte.[8]
- I Hellebæk lå en geværfabrik. Den ældste fabrik på stedet oprettedes allerede i 1600-tallet, idet man ved hjælp af et system af gravede kanaler og opstemninger havde skabt muligheder for mølledrift; en lille by voksede op omkring en række vandmøller. I begyndelsen produceredes mel og gryn. Senere kom værkstedsmøller til, og hele virksomheden blev kaldt Hammermøllen. I 1660’erne startede geværfabrikationen[9], den voksede støt gennem tiden, og sidst i 1700-tallet antog værket navnet Kronborg Geværfabrik. Byen lå inden for Helsingør købstads læbælte og havde ingen handlende.[8]
- Ved Frederiksværk udnyttedes vandkraften fra en kanal, som i 1719 gravedes gennem tangen mellem Arresø og Roskilde Fjord. 1756 blev området langs kanalen overdraget kancelliråd J.F. Classen og etatsråd Just Fabritius med den klausul, at der skulle fremstilles krudt. Til det formål opførtes 6 møller, men Classen gik videre og etablerede et kanonstøberi, som var i drift til 1832. I 1858 var der på stedet jernstøberi (90 sysselsatte), maskinfabrik (60 sysselsatte), knivfabrik med slibemølle (57 sysselsatte), krudtfabrik (27 sysselsatte) og kobbervalseværk (24 sysselsatte), desuden bryggerier, smedeværksted for agerdyrkningsredskaber og 2 købmandsforretninger. Byen havde 185 indbyggere i 1769, 306 i 1787, 505 i 1801, 708 i 1840, 764 i 1860.[10]
- Ved Fensmark oprettedes 1825 Holmegaard Glasværk, Danmarks ældste glasværk. 1835 “Conradsminde” på Nørlund Hovedgård, 1847 Kastrup Glasværk, 1849 Godthåb Glasværk ved Helsingør og 1853 Aalborg Glasværk.[11]
- Odder var hovedby i Hads Herred; ved byen lå 5 vandmøller tæt efter hinanden på en henved 2 km lang strækning af Odder Å. Byen havde apotek og fra midten af 1800-tallet afholdtes 2 årlige markeder. Byen havde 469 indbyggere i 1801, 889 indbyggere 1840 og 931 indbyggere 1860.[12]
- For Silkeborg var det oprettelsen af papirfabrikken 1844, der var den umiddelbare årsag til, at stedet 1846 fik anerkendelse som handelsplads.[13] Dermed begyndte en voldsom byvækst, som nåede et højdepunkt ved Silkeborgs ophøjelse til købstad 1899. Hvor stedet i 1801 kun havde 44 indbyggere og 68 i 1840, så steg antallet til 149 i 1845, 556 i 1850, 1204 i 1855, 1775 i 1860, 2338 i 1870, 2931 i 1880, 4217 i 1890 og 7228 indbyggere i 1901.[14] Jernbaneforbindelse fik byen 1871.[15]

Sammenfattende kan det således siges, at de fleste af de nævnte bymæssige bebyggelser frem til midten af 1800-tallet havde en stagnerende befolkning, skabt ved en samling af mennesker først og fremmet forårsaget af fabriksvirksomhed, der udnyttede stedlig vandkraft og dermed stod på et førindustrielt stade.
Købstædernes forædlingsvirksomhed var indtil omkring 1840 helt præget af markedsrettet storhåndværk, forlag og manufaktur, mens tiden fra 1840 til 1855 kan betegnes som det industrielle afsæt (take-off). 1847 installeredes den første dampmaskine i Københavns klædefabrik, og allerede omkring 1855 var brugen af dampmaskiner overvejende. På lignende måde skete ibrugtagningen af mekanisk kraft i andre brancher både i hovedstaden og provinsbyerne i denne periode.

## Næringsfrihed og industrielt gennembrud
Efter 1855, i 1860’erne og 1870’erne, fik mange landsbyer en mere alsidig næringssammensætning, idet håndværkere og handlende efter indførelsen af næringsfriheden (høkerloven 1856, næringsloven 1857) slog sig ned. Det ser ud til, at gode vej- og oplandsforhold spillede den største rolle for denne udvikling, der skete på et tidspunkt, hvor hovedbanerne endnu var under anlæg. Samtidig skete der et opsving i antallet af landsbyer med råstofbundne, håndværksprægede fabriksvirksomheder (bagerier, vind- og vandmøller, savværker, teglværker, maskinværksteder og lignende).
Tiden fra 1840 til 1870 var de industrielle kraftkilders gennembrudstid i købstæderne. Mens en opgørelse fra 1839 kun omtaler en snes dampdrevne fabrikker med i alt godt 300 HK, havde hovedstaden i begyndelsen af 1870’erne mindst 182 mekaniserede virksomheder med 2.384 HK og provinsen ved samme tid omkring 280 dampdrevne fabrikker med henved 3.000 HK. Til sammenligning foretog arbejds- og fabrikstilsynet i 1874 inspektion af fabrikker med en samlet vandkraft på 674 HK. Mange mellemstore købstæder havde eller fik jernstøberi, tobaksfabrik, klædefabrik (uldspinderi, trykkeri, farveri), garveri, bomuldsvæveri, skibsbyggeri, bogtrykkeri, bryggerier (øl, mineralvand, eddike), brændevinsbrænderier, maltgøreri, dampmøller (savmølle, melmølle), teglværk, sjældnere glasværk, maskintapetfabrik, maskinværksted for fremstilling af landbrugsredskaber, saltraffinaderi og/eller gasværk. Anlæggelsen af gasværker indebar, at gas som kraftkilde kunne vinde udbredelse i købstædernes virksomheder. De mange ensartede fremstillings- og forædlingsvirksomheder i købstæderne må sammen med det forholdsvis ensartede udbud af tjenesteydelser ses i sammenhæng med, at købstæderne endnu på denne tid først og fremmest betjente hver sit opland, idet samfærdselsforholdene endnu ikke muliggjorde større indbyrdes konkurrence. Trods den begyndende industrialisering synes håndværk fortsat at dominere i de fleste provinsbyer. Det forhold, at de fleste købstæder havde en samlet beliggende, mere eller mindre bredt sammensat fremstillings- og forædlingsvirksomhed, der i stigende betjentes med maskiner og menneskeskabte kraftkilder, mens tilsvarende virksomheder i landdistrikterne overvejende lå spredt og uden større tilknyttede bydannelser, har bevirket indtrykket af en industriel samling i købstæderne. I virkeligheden skete der i tiden frem til 1870 en vis industriel udvikling i landdistrikterne med en vis bymæssig udvikling til følge således, at omkring en fjerdedel af industriens sysselsætning fandt sted i landdistrikterne.
Af eksempler på nye fabriksvirksomheder oprettede i landdistrikterne skal nævnes:
- Faxe Kalkbrud, der først blev industrielt udnyttet fra 1862.
- Hammel var tingsted. 1848 oprettedes et apotek og 1866 en klædefabrik i byen.

## Det industrielle opsving (1855-1885)
Mellem 1855 og 1885 fremvoksede også et stort antal bymæssige bebyggelser i tilknytning til jernbanestationer, ofte anlagte på bar mark, i begyndelsen meget små, ofte med kun 50-100 indbyggere, men også i nærheden af landsbyer, hvorved der opstod dobbeltbyer, idet det gamle landsby- og det nye stationsbysamfund voksede sammen. En stor del af disse tidlige stationsbyer fik allerede straks fra begyndelsen kro, købmand og kornpakhus, sjældnere læge, apotek, dyrlæge, postsamlingssted, bageri, mølle, foruden en række håndværkere og handlende, undertiden desuden industri. Det manglende stedlige sammenfald mellem industri og jernbane omkring 1870 viser, at der endnu frem til denne tid var tale om to sideløbende og indbyrdes uafhængige udviklingsretninger, men netop omkring 1870 synes der at ske et skifte i retning en større samordning af industri og baneforbindelse således, at industristeder fik jernbaneforbindelse, ny industri blev lagt ved eller ældre industri omflyttet til stationsbyer, eller industri og jernbane blev anlagte omtrent samtidig og åbenbart under hensyn til hinanden.
For købstæderne var disse år en overgangstid, hvor de fleste købstæder fik jernbaneforbindelse, hvilket indebar bedre adgang til et større (landsomfattende) muligt marked men tillige større indbyrdes konkurrence købstæderne og deres industrier imellem – dog således, at fremgangen almindeligvis var mere udtalt en tilbagegangen. Tiden kan derfor opfattes som en overgangstid til et moderne industrisamfund, idet gamle virksomheder afvikledes eller blev sammenlagt til tidssvarende virksomheder samtidig, som nye virksomheder blev oprettede.
En del tidlige industristeder udviklede sig efterhånden til større eller mindre bymæssige bebyggelser, men forholdsvis sjældent synes anlæggelsen af tidlig industri at have været eneårsag til byudvikling. Mere specielt var det, at i Assens ved Mariager Fjord oprettedes 1875 portlandcementfabrikken “Cimbria”, og 1889 fulgte “Dania”, hvilket førte til en voldsom stedlig befolkningsvækst.

## Det første industrielle opsving (1885-1900)
I tiden mellem 1885 og 1900 voksede et stort antal nye byer op, og de fleste nye byer blev fra starten forsynede med oplandstjenester foruden en eller flere større eller mindre industrivirksomheder: andelsmejeri, savværk, cykelværksted (ofte kaldet “cykelfabrik”), maskinværksted (ofte en videreudvikling af en oprindelig smedie og ofte kaldet “maskinfabrik”), maskinsnedkeri, mølle, bryggeri eller maltfabrik, teglbrænderi/teglværk, cementstøberi, undtagelsesvis sukkerfabrik, margarinefabrik. Desuden fik en del byer marked, højere skole, bank eller sparekasse, forsamlingshus, brugsforening og lignende. Ved siden af stationsbyerne voksede også et mindre antal industri- eller oplandsbyer uden tilknytning til en jernbane.
Tiden var kendetegnet af dels en voldsom stigning i antallet af forædlingsvirksomheder i de bymæssige bebyggelser, dels i disses udbredelse. Det bemærkes, at udviklingen dækker over et stort antal oprettelser, et mindre antal nedlæggelser og desuden en række flytninger. Udviklingen bekræftes dels af et antal bymæssige bebyggelser, hvor andelen af industrielt sysselsatte voksede fra 0.2 % i 1870 til 14.7 % i 1901 og mellem 25 og 30 % i de mest industriprægede byer, dels af en oversigt over antallet af sysselsatte i virksomheder med mindst 5 ansatte, der voksede fra omkring 8.000 i 1872 til omkring 14.000 i 1897.
En sammenligning af sysselsætningen for håndværk og industri i 1890 og 1906 i landsognene som helhed viser en yderst sammensat udvikling: omkring ⅓ havde tilbagegang, ⅔ fremgang. En nøjere gennemgang antyder, at tilbagegangen især ramte landsogne uden bymæssig bebyggelse, fremgangen derimod skete først og fremmest i landsogne med bymæssig bebyggelse. Dette antyder, at der i virkeligheden skete en vis samling af håndværk og industri på bekostning af ”rene” landområder.
Købstæderne udviste i samme tidsrum en stærk industriel og befolkningsmæssig udvikling.

## Det første industrielle opsving topper (1900-1915)
Tiden mellem 1900 og 1915 udgjorde de nye bydannelsers foreløbige højdepunkt. De fleste byer nåede i disse år at få mølleri, savværk eller maskinsnedkeri, maskinfabrik, teglværk og/eller cementstøberi, hvis de ikke allerede havde, desuden trælasthandel, isenkræmmer, bank, sparekasse, sagfører, vand-, gas- og elektricitetsværk, telegraf- og telefoncentral. De bymæssige bebyggelsers udvikling skal utvivlsomt ses blandt andet på baggrund af oprettelsen af elektricitetsværker: antallet af offentlige værker og deres maskinkraft voksede fra 13 værker med 2.722 HK i 1897 til 412 med 88.636 HK i 1914. Langt de fleste værker blev lagt i bymæssige bebyggelser, hvorved mulighederne for brug af mekanisk kraft fremmedes på samme måde, som det et halvt århundrede tidligere havde været tilfældet for købstædernes vedkommende. Byerne voksede stærkt, og mange nåede op over 750 indbyggere.
Til belysning af industriens betydning kan med forsigtighed byernes andele af indbyggerne sysselsatte i industri og håndværk 1911 tjene. Af udtalte industribyer (mere end 50 % sysselsatte i industri og håndværk) kan nævnes: Hellebæk, Hedehusene, Gelsted, Nørre Åby, Korinth, Assens cementby, Mørke, Hjerm, Brovst stationsby og Hammerum. Af byer med 40-50 % sysselsatte i industri og håndværk kan nævnes: Hørsholm, Kongens Lyngby, Glostrup, Borup, Ruds Vedby, Asnæs, Søllested, Horslunde, Eskildstrup, Tommerup, Ejby, Ringe, Gislev, Sindal, Dybvad, Snedsted, Hørdum, Vestervig, Hurup, Hvidbjerg/Thyholm, Aalborg, Bælum, Års, Stoholm, Gedsted, Rødkærsbro, Ny Kolind, Brabrand, Hinnerup, Odder, Hammel, Brædstrup, Tørring, Østbirk, Løsning, Brande, Egtved, Halvrimmen, Jelsmark, Vinderup, Vildbjerg, Ikast, Kibæk, Ulfborg, Sønder Lem, Skjern, Sønder Borris, Ansager, Grindsted, Vejen og Gørding. Forudsættes, at håndværket udgjorde 15-20% af de sysselsatte, kan industriens anden skønsmæssigt sættes til 25-35% i disse byer.
For købstædernes vedkommende havde Helsingør, Frederiksværk, Holbæk, Maribo, Nakskov, Nykøbing F, Stubbekøbing, Odense, Middelfart, Svendborg, Faaborg, Vester Brønderslev, Nykøbing M, Aalborg-Nørresundby, Grenå, Aarhus, Horsens, Silkeborg, Vejle, Kolding, Holstebro og Herning ligeledes 40-50% sysselsatte indenfor forædlingsvirksomhed (håndværk og industri); ingen købstæder havde mere end halvdelen sysselsatte i håndværk og industri.

## Det første industrielle opsving ender (1915-1930)
Ifølge en undersøgelse udgjorde håndværkets andel af sysselsætningen i udvalgte byer 17-24 % i 1911 og 15-21 % i 1930. Forudsættes andelen reelt konstant i perioden, kan opgørelser for 1911 og 1930 for håndværk og industri tilsammen antages stort set at afspejle industriens udvikling. Ved en sådan sammenligning ses, at byerne lader sig inddele i en række undergrupper:
1. købstæder og forstæder med forholdsvis stor industriel vækst,
2. købstæder med en større industriel fremgang,
3. købstæder med en mindre industriel fremgang
4. stagnerende købstæder og købstæder med tilbagegang for håndværk og industri,
5. byer med stor industriel vækst (fortrinsvis i Vestjylland),
6. “gamle” industribyer med mindre fremgang,
7. “nye” mindre industribyer, herunder fiskerlejer og landsbyer som i kraft af jernbaneforbindelse eller lignende, undergik en bymæssig udvikling,
8. landsbyer og fiskerlejer uden industriel udvikling.

Til belysning af industriens betydning i 1930 kan nævnes, at håndværk og industri tilsammen udgjorde mere end halvdelen af sysselsætningen i i alt 155 byer (svarende til knap en tredjedel af alle byer). Forudsættes, at håndværket udgjorde 15-20% af de sysselsatte, kan industriens andel skønsmæssigt sættes til 25-35% i disse byer

## Krise- og krigstid (1930-1945)
Den krise, der øjensynlig ramte mange af de nye byer mellem 1925 og 1945 skal sikkert ses i lyset af flere forhold: For det første var landet i den foregående vækstperiode blevet forsynede med stort set alle de byer, der var behov for; meget få helt nye byer opstod. For det andet, med den stigende betydning af vejfærdslen blev det lettere for de gamle købstæder at genvinde deres rolle i udvalgsvarehandelen, engroshandelen og tjenesterne. Samtidig var de nye byer nået til et punkt, hvor yderligere vækst kun kunne ske på to måder:
enten ved at forøge sin rolle i oplandshandelen, hvilket kun kunne ske på bekostning af omliggende byer og i konkurrence med købstæderne,
eller ved industriel udvikling.
Mange byer, der ikke kunne opfylde nogen af disse krav, stagnerede. Omvendt er det påfaldende, at flere byer med stærk befolkningsfremgang i kriseårene netop havde en samtidig industriel fremgang.

## Det andet industrielle opsving (1945-1960)
Ifølge en undersøgelse lavet for Fyn på grundlag af “Kongeriget Danmarks Handelskalender” for 1947 lå omkring ⅔ af de daværende industrivirksomheder m.v. i stationsbyer og resten i landdistrikterne.
Et andet påfaldende træk er den stigende pendling i forbindelse med industrivirksomheder, som allerede da gjorde sig gældende: “For hørfabrikken i Tommerup oplyses, at ca. halvdelen af virksomhedens arbejdere bor uden for kommunen, og noget tilsvarende gælder for Haarby. Om Sønderbyfabrikken er oplyst, at den beskæftiger 15 funktionærer og 45 arbejdere, hvoraf de 35 er ret fastknyttet til virksomheden. Funktionærer og 9 arbejdere bor i egne huse i Ebberup og Sønderby, og af resten af de 35 arbejdere bor de 16 til leje i Sønderby og 10 i omegnen (Turup, Assens, Voldtofte, Saltofte og Torøhuse)”.
Tiden efter 1945 kendetegnes ved oprettelsen eller udvidelsen af en række store virksomheder: Danfoss, Lindøværftet, Codan, Lego, HTH-køkkener m.fl.

## Den anden industrielle bølge topper (tiden 1960-1975)
Tekst mangler, hjælp os med at skrive teksten

## Den anden industrielle bølge ender (tiden 1975-1990)
Tekst mangler, hjælp os med at skrive teksten

## Sammenfatning
Sammenfattende synes det rimeligt at drage følgende slutninger om fabriksvirksomheders og industriens betydning:
- I en række tilfælde kan beliggenhedsmæssig, kraft- eller råstofstedbunden virksomhed af industriel art ses at være årsag til opkomsten af en bymæssig bebyggelse (fx Assent cementby), samtidig som:
- Et stort antal fabrikker og teglværker kom til og forsvandt igen uden at have bevirket en bymæssig udvikling.
- Møllefrihedens indførelse 1862 bevirkede i første omgang en fremgang i antallet af møller (især af vind- og dampmøller), fra begyndelsen af 1900-tallet dog en ny nedgang. Nogen egentlig byudvikling alene forårsaget af nyoprettede kornmøller synes ikke at have fundet sted.
- Industri synes oftere at have været en følgesvend til en tidligere igangsat bymæssig udvikling end dennes årsag. I landdistrikterne synes industriens beliggenhed, især fra omkring 1870, samordnet med baneanlæg (oprettelse ved eller omflytning til stationsbyer). For tiden mellem 1890 og 1906 synes at være sket en omfattende forskydning af håndværk og industri, idet der skete en samling af håndværk og industri i købstæder og bymæssige bebyggelser – ikke mindst stationsbyer – på bekostning af de “rene” landområder.
- Til gengæld er industri og fabriksvirksomhed i sin karakter befolkningssamlende og dermed bydannende eller byvækstfremmende (dette gjaldt især i slutningen af 1800-tallet og begyndelsen af 1900-tallet). Da industrien ikke er stedbunden men har hele landet (og udlandet) som sit mulige opland, kan den sprænge de rammer for befolkningsudvikling, som andre oplandsrettede tjenester begrænses af.
- Industrialiseringen skete både i købstæderne og i landdistrikterne, men tidsforskudt, idet udviklingen begyndte lidt tidligere i købstæderne (fra omkring 1840, egentligt gennembrud 1855-1870) end i landdistrikterne (fra omkring 1870, gennembrud 1885-1900), jf. nedenstående oversigt. For købstædernes vedkommende synes industrien fortrinsvis samlet i forstæder og nye bydele, for landdistrikternes vedkommende i bymæssige bebyggelser.
- Industrialiseringen skete både ved oprettelser af helt nye industrier fra begyndelsen indrettede med mekanisk kraft og ved ibrugtagning af mekanisk kraft i gamle virksomheder. I flere tilfælde (både i købstæderne og byerne) ses en udvikling fra traditionelt håndværk over storhåndværk (voksende antal ansatte, markedsrettet produktion) til egentlig industriel virksomhed.

Købstædernes industri opsugede en stor del af den befolkningstilvandring, der skete i anden halvdel af 1800-tallet: således voksede hovedstadens industrisysselsatte fra omkring 10.600 i 1855 over 21.400 i 1873 til omkring 44.800 i 1897. Samtidig bevirkede fremvæksten af en egentlig industri, at forlagsvirksomhederne efterhånden forsvandt, først på landet (1855-1870), siden tillige i købstæderne (begyndelsen af 1900-tallet).
Industrien spillede en særlig stor rolle i første del af 1900-tallet og nåede sit højdepunkt 1930-45, hvor et stort antal købstæder og andre byer havde mere end halvdelen af befolkningen sysselsat ved håndværk og industri. Det er sandsynligt, at industrien alene udgjorde mere end en tredjedel af sysselsætningen i disse byer.
Industriens befolkningssamlende rolle blev stadig mindre gennem 1900-tallet som følge af stigende pendling (både med hensyn til andelen af sysselsatte, der pendler, og med hensyn til pendlingslængden). Som følge heraf var det sysselsætningsmæssige skel mellem land og by næsten forsvundet ved udgangen af det 20 århundrede.